# 농민당 (폴란드)
농민당(폴란드어: Stronnictwo Chłopskie 스트로니츠트보 흐웝스키예[*], SL)은 폴란드의 농본주의 정당으로, 폴란드 제2공화국 기간 1926년부터 1931년까지 활동했다. 인민당 비즈볼레니아의 얀 도브스키 파벌, 농민연합, 인민통합에 의해 결성되었고, 요제프 피우수트스키의 5월 쿠데타를 지지하였다. 사나치아 수립 이후 반사나치아로 돌아섰다. 1928년 중도좌파에 가입하였으며, 1931년 인민당 피아스트, 인민당 비즈볼레니아와 합당하여 인민당이 되었다.